# Maybrit Illner

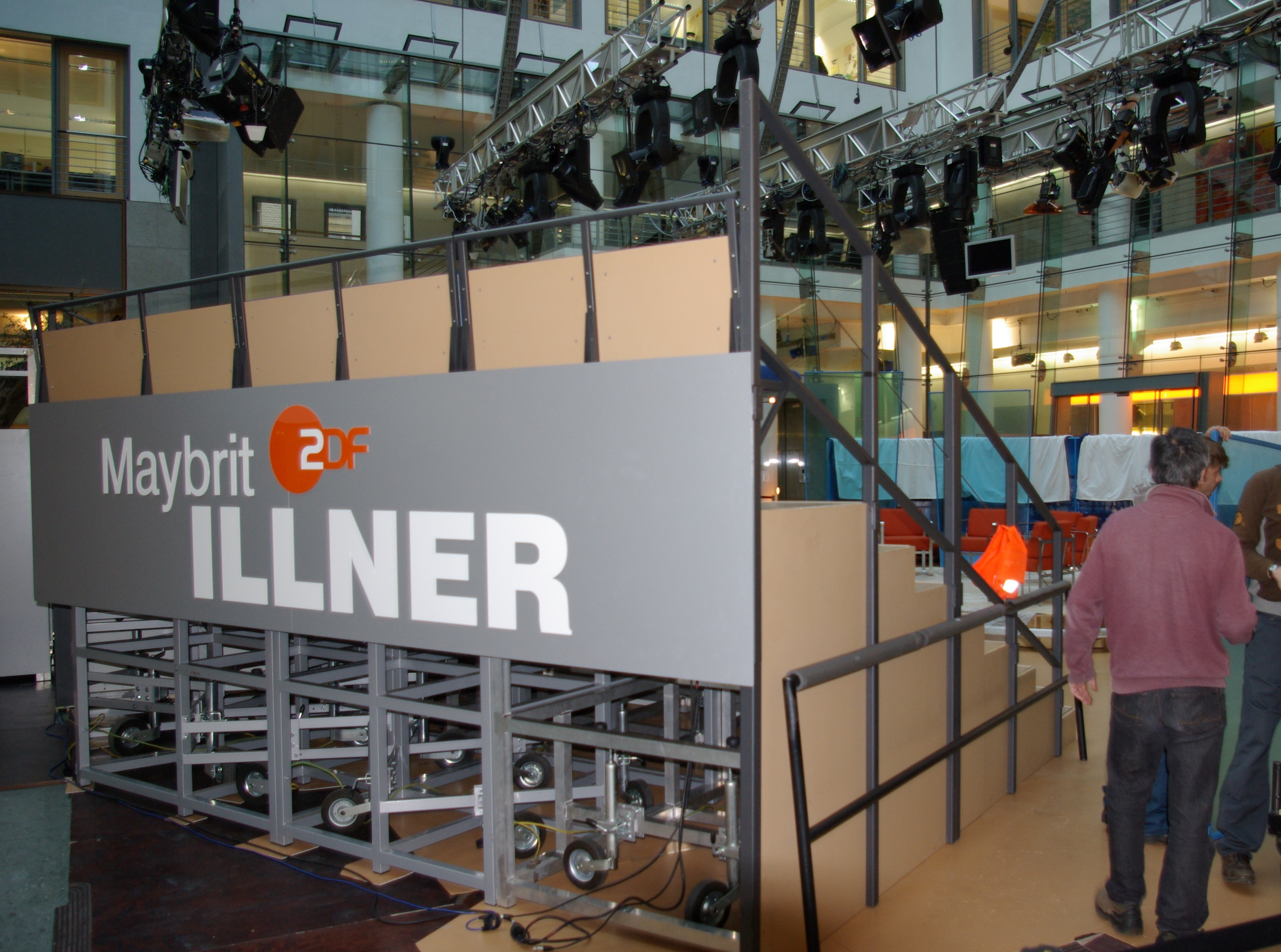
Maybrit Illner (Talk-show)

Maybrit Illner (roz. Klose, * 12. ledna 1965, Berlín) je německá novinářka a televizní moderátorka, uvádějící na kanále ZDF diskuzní pořád s názvem Maybrit Illner.

## Biografie
Narodila se do rodiny vědce a pedagožky ve východní části Berlína (Friedrichshain). Po maturitě v roce 1983, studovala v letech 1984–1988 žurnalistiku na Lipské univerzitě.
Je podruhé vdaná, jejím manželem je německý manažer René Obermann.